# Celebrity Poker Showdown
Celebrity Poker Showdown est une émission américaine de jeu diffusée entre décembre 2003 et juillet 2006 sur Bravo.

## Principe et productions
Dans chaque émissions cinq célébrités s'affrontent dans un tournoi de pokerTexas hold'em pour des œuvres caritatives. Les gagnants de chaque tournoi de qualification remportent un jeton de poker commémoratif en argent et se qualifient pour le tournoi de championnat. Le gagnant du championnat remporte le grand prix pour son association ainsi qu'un jeton de poker commémoratif en or. Chaque tournoi réunit vingt-cinq célébrités et consiste en six épisodes, cinq tournois de qualification et un tournoi de championnat.
Les sept premiers tournois ont été enregistrés au Casino Palms à Paradise au Nevada, devant un public en studio. Avec le huitième tournoi le Harra's Entertainment de La Nouvelle-Orléans en Louisiane est devenu le « casino officiel de Celebrity Poker Showdown ».
Lorsqu'un joueur est éliminé, il est transféré vers le « Salon des Perdants » pour regarder le reste de la partie. Après le déménagement à La Nouvelle-Orléans pour le huitième tournoi, le salon a été renommé en fonction du sponsor Southern Comfort en « Salon SoCo au Citron ».
La première saison est animée par l'acteur Kevin Pollak. Les épisodes de cette saison durent une heure, à l'exception du championnat qui en dure deux. En 2004, l'émission a allongé tous les épisodes à deux heures et Dave Foley a pris la place d'animateur. La plupart des épisodes de son mandat durent deux heures, seul le championnat du cinquième tournoi a duré une heure. Le joueur de poker professionnel Phil Gordon commente les sept premiers tournoi avant d'être remplacé par Phil Hellmuth lors du huitième tournoi. Tous les tournois ont été arbitrés par le directeur de tournoi Robert Thompson qui utilisait le slogan « Shuffle up and deal! ».
Plusieurs célébrités sont apparues à plusieurs reprises et ont remporté des parties dans des saisons distinctes. David Cross a gagné dans la première et la troisième saison, Dulé Hill dans la deuxième et la septième, Kevin Nealon dans la quatrième et la septième, Jason Alexander dans la cinquième et la huitième et Michael Ian Black dans la deuxième et la huitième. Aucune célébrité n'a remporté plus d'un tournoi de championnat.
L'émission est produite par Andrew Hill Newman et Joshua Malina.

## Récompenses
Les six premiers tournois ont été joués pour un total de 250 000 $ répartis comme suit :
- Les quatre joueurs éliminés dans chacun des cinq tournois de qualification : 5 000 $ chacun.
- Cinquième place du Championnat : 7 500 $
- Quatrième place du Championnat : 10 000 $
- Troisième place du Championnat : 12 500 $
- Deuxième place du Championnat : 20 000 $
- Première place du Championnat : 100 000 $

À partir du septième tournoi, le « prize pool » a été augmenté à 1 000 000 $ repartis comme suit :
- Les quatre joueurs éliminés dans chacun des cinq tournois de qualification : 5 000 $ chacun.
- Cinquième place du Championnat : 25 000 $
- Quatrième place du Championnat : 75 000 $
- Troisième place du Championnat : 100 000 $
- Deuxième place du Championnat : 200 000 $
- Première place du Championnat : 500 000 $

## Résultats

### Premier tournoi
- Partie 1 : Willie Garson, Ben Affleck, Don Cheadle, Emily Procter, David Schwimmer
- Partie 2 : Richard Schiff, John Spencer, Timothy Busfield, Allison Janney, Martin Sheen
- Partie 3 : Nicole Sullivan, Hank Azaria, Michael Ian Black, Peter Facinelli, Mo Gaffney
- Partie 4 : Paul Rudd, Coolio, Shannon Elizabeth, Ron Livingston, Sarah Silverman
- Partie 5 : David Cross, Carrie Fisher, Tom Green, Mimi Rogers, Scott Stapp
- Finale du Championnat : Nicole Sullivan, David Cross, Willie Garson, Paul Rudd et Richard Schiff

### Deuxième tournoi
- Partie 1 : Rosario Dawson, Jerome Bettis, Mena Suvari, Wanda Sykes, Travis Tritt
- Partie 2 : Dulé Hill, Timothy Busfield, Mo Gaffney, Danny Masterson, James Woods
- Partie 3 : Michael Ian Black, Star Jones Reynolds, Norm Macdonald, Adam Rodríguez, Jeremy Sisto
- Partie 4 : Lauren Graham, Chris Masterson, Matthew Perry, Sara Rue
- Partie 5 : Maura Tierney, James Blake, Jon Favreau, Andy Richter, Tom Everett Scott
- Finale du Championnat : Maura Tierney, Rosario Dawson, Dulé Hill, Michael Ian Black et Lauren Graham

### Troisième tournoi
- Partie 1 : Dave Navarro, Willie Garson, Jennie Garth, Richard Kind, Jerry O'Connell
- Partie 2 : Jeff Gordon, Angie Dickinson, Kathy Griffin, Penn Jillette, Ron Livingston
- Partie 3 : David Cross, Will Arnett, Jason Bateman, Peter Facinelli, Judy Greer
- Partie 4 : Steve Harris, Michael Badalucco, Bobby Flay, Kathy Najimy, Mimi Rogers
- Partie 5 : Seth Meyers, Hank Azaria, Gail O'Grady, Amy Poehler, Jeffrey Ross
- Finale du Championnat : Seth Meyers, David Cross, Steve Harris, Jeff Gordon et Dave Navarro

### Quatrième tournoi
- Partie 1 : Matthew Perry, Christopher Meloni, Stephen Root, Sarah Silverman, Michael Vartan
- Partie 2 : Dennis Rodman, Bobby Cannavale, Tony Hawk, Cheryl Hines, Ryan Stiles
- Partie 3 : Kevin Nealon, Macaulay Culkin, Neil Flynn, Sara Gilbert, Ricki Lake
- Partie 4 : Neil Patrick Harris, Chevy Chase, Donny Deutsch, Shannon Elizabeth, Kathy Griffin
- Partie 5 : Mekhi Phifer, Angela Bassett, Jeff Garlin, Dave Navarro, Emily Procter
- Finale du Championnat : Mekhi Phifer, Matthew Perry, Dennis Rodman, Kevin Nealon et Neil Patrick Harris

### Cinquième tournoi
- Partie 1 : Brad Garrett, Curt Schilling, Catherine O'Hara, Sara Rue, Ray Romano
- Partie 2 : Jason Alexander, Nicholas Gonzalez, Allison Janney, Chris Kattan, Mary McCormack
- Partie 3 : Bonnie Hunt, Lacey Chabert, J. K. Simmons, Robert Wagner, Scott Wolf
- Partie 4 : Colin Quinn, Brandi Chastain, Camryn Manheim, Tom Verica, Kevin Weisman
- Partie 5 : Malcolm-Jamal Warner, Heather Graham, Jesse Metcalfe, Andrea Parker, Fred Willard
- Finale du Championnat : Brad Garrett, Jason Alexander, Bonnie Hunt, Colin Quinn et Malcolm-Jamal Warner

### Sixième tournoi
- Partie 1 : Andrew Firestone, Charla Faddoul, Trishelle Cannatella, Johnny Fairplay, Omarosa Manigault
- Partie 2 : Stephen Collins, Bryan Cranston, Howie Mandel, Peter Dinklage, Meat Loaf
- Partie 3 : Kathy Najimy, Ricki Lake, Sharon Lawrence, Kathryn Morris, Caroline Rhea
- Partie 4 : Cheryl Hines, Anthony Anderson, Amber Tamblyn, Alex Trebek, Michael Vartan
- Partie 5 : Eddie Cibrian, Rosie O'Donnell, Penny Marshall, Travis Tritt, Mo Gaffney
- Finale du Championnat : Kathy Najimy, Andrew Firestone, Stephen Collins, Cheryl Hines et Eddie Cibrian

### Septième tournoi
- Partie 1 : Steven Culp, Ricardo Antonio Chavira, James Denton, Doug Savant, Mark Moses
- Partie 2 : Barry Corbin, Gina Gershon, Joey Fatone, James Woods, Andy Richter
- Partie 3 : Dulé Hill, Kathleen Madigan, Kelli Williams, Carlos Bernard, Bill Brochtrup
- Partie 4 : Kevin Nealon, Nicholas Gonzalez, Dean Cain, Richard Belzer, Oksana Baiul
- Partie 5 : Wendy Pepper, Ian Gomez, Camryn Manheim, Alison Sweeney, Jeremy London
- Finale du Championnat : Steven Culp, Dulé Hill, Kevin Nealon, Wendy Pepper et Barry Corbin

### Huitième tournoi
- Partie 1 : Jason Alexander, Bryan Cranston, Susie Essman, Jamie Bamber, Kevin Sorbo
- Partie 2 : Michael Ian Black, Greg Behrendt, Jorge Garcia, Kim Coles, Andrea Martin
- Partie 3 : Ida Siconolfi, Fred Savage, Jennifer Tilly, Doug E. Doug, Brett Butler
- Partie 4 : Keegan-Michael Key, Jenna Fischer, Mario Cantone, Rocco DiSpirito, Jordan Peele
- Partie 5 : Robin Tunney, Christopher Meloni, Macy Gray, Joy Behar, Andy Dick
- Finale du Championnat : Jason Alexander, Robin Tunney, Michale Ian Black, Ida Siconolfi et Keegan-Michael Key